# Пастренго
Пастрѐнго (на италиански и на венециански: Pastrengo) е малко градче и община в Северна Италия, провинция Верона, регион Венето. Разположено е на 192 m надморска височина. Населението на общината е 3092 души (към 2015 г.).